# Alfons Frick
Alfons Frick (* 1. Oktober 1913 in Esslingen am Neckar; † 25. Oktober 2002 in Filderstadt) war ein deutscher Politiker.

## Leben
Alfons Frick machte nach der Reifeprüfung eine Kaufmännische Ausbildung und war in diesem Bereich beruflich tätig, bis er 1939 den Kriegsdienst antreten musste. Er war im Zweiten Weltkrieg an der West- und Ostfront eingesetzt und wurde schwer verwundet.
Nach Kriegsende absolvierte er eine Ausbildung im gehobenen Verwaltungsdienst (Staatsprüfung 1946) und wurde Mitglied der CDU. Ab März 1946 bis 1976 war er Bürgermeister von Neuhausen auf den Fildern. Nach einer Wiederholungswahl in Waiblingen gehörte er ab dem 17. März 1961 bis 1972 dem Landtag von Baden-Württemberg an und vertrat den Wahlkreis 26 (Esslingen II). In den 1960er Jahren war er stellvertretender Kreisvorsitzender des Kuratorium unteilbares Deutschland im Landkreis Esslingen. 1970 wurde er mit dem Bundesverdienstkreuz 1. Klasse ausgezeichnet. Außerdem wurde er zum Ehrenbürger von Neuhausen ernannt.